# خوسيه ماريا ليفا
خوسيه ماريا ليفا (بالإسبانية: José María Leyva)‏ هو عسكري مكسيكي، ولد في 2 أبريل 1877، وتوفي في 1956.